# Rondeletia parviflora
Rondeletia parviflora là một loài thực vật có hoa trong họ Thiến thảo. Loài này được Poir. miêu tả khoa học đầu tiên năm 1804.